# NGC 2557
NGC 2557 (również PGC 23329 lub UGC 4330) – galaktyka soczewkowata (SB0), znajdująca się w gwiazdozbiorze Raka. Odkrył ją Édouard Jean-Marie Stephan 2 lutego 1877 roku.